# Aslamidium quatuordecimmaculatum
Aslamidium quatuordecimmaculatum es un coleóptero de la familia Chrysomelidae.
Fue descrita científicamente por primera vez en 1811 por Latreille.